# Gymneleotris seminuda
Gymneleotris seminuda és una espècie de peix de la família dels gòbids i de l'ordre dels perciformes.

## Morfologia
- Els mascles poden assolir 5 cm de longitud total.[1][2]

## Hàbitat
És un peix marí, de clima tropical i associat als esculls de corall que viu entre 1-23 m de fondària.

## Distribució geogràfica
Es troba al Pacífic Oriental central: des de la Baixa Califòrnia (Mèxic) fins a l'Equador.

## Observacions
És inofensiu per als humans.